# Clube FM (Curitiba)
Clube FM é uma estação de rádio brasileira com sede em Curitiba. Opera na frequência 101,5 MHz FM. Possui programação religiosa e popular, com músicas "filtradas" do sertanejo, especialmente romântico e raiz, além de sucessos da música católica, trazendo elementos da extinta Rádio Evangelizar AM 1060 que tinha migrado para o FM 90.7.

## História
A emissora surgiu em 10 de novembro de 1978, mas o enfoque popular surge apenas no final da década de 90. A rádio é uma das pioneiras neste segmento em frequência modulada. Durante os anos de 2009 a 2011 o sinal foi retransmitindo em 1430 kHz OM substituindo a tradicional Clube B2. Durante a gestão do Grupo Lumen, chegou a ser uma das emissoras de maior audiência na capital paranaense.
Em 16 de dezembro de 2019 a Clube FM passou a ser operada pelo mesmo grupo que administra a Rede Evangelizar, mantida pelo Padre Reginaldo Manzotti. Desde 1° de maio de 2025 deixa o formato "hits", uma vertente mais comercial e adotada por outros grupos católicos em algumas de suas emissoras, e passa a ter uma linha um pouco mais próxima a outros veículos da Associação Evangelizar, mantendo alguns elementos reciclados do projeto anterior. O novo formato estreou definitivamente em 1° de junho e com a intenção de expansão de rede.

## Ligações Externas
- Página da Clube FM